# Mycosphaerella psilospora
Mycosphaerella psilospora är en svampart som beskrevs av J.C. Gilman & Wadley 1952. Mycosphaerella psilospora ingår i släktet Mycosphaerella och familjen Mycosphaerellaceae.   Inga underarter finns listade i Catalogue of Life.